# 前置碼
前置碼（英語：Prefix code），又譯前綴碼、前缀编码，是一種編碼系統。這種編碼系統通常是可变长度编码，在其中的每個碼字，都具備「前置性質」（prefix property），也就是說，在編碼中的每個碼字，都不能被其他碼字當成前置部位。舉例而言，編碼字 {9, 55} 具備了前置性質，但編碼字 {9, 5, 59, 55} 就不具備，因為其中的“5”是“59”及“55”的前置字。這也被稱為無首碼的代碼（prefix-free codes，PFC，無前綴碼）。虽然哈夫曼编码只是派生的前缀码中众多算法之一，但前缀码也被称为广义上的“哈夫曼编码”。对于任何唯一可解编码，都有一个具有相同码字长度的前缀码。克拉夫特不等式表征了在唯一可解编码中可能出现的码字长度集。